# Tour de Romandía 1967
La 21.ª edición del Tour de Romandía se disputó del 4 de mayo al 7 de mayo de 1967 con un recorrido de 768 km dividido en 5 etapas, con inicio en Ginebra, y final en Sainte-Croix.
El vencedor fue el italiano Vittorio Adorni, cubriendo la prueba a una velocidad media de 37,4 km/h.

## Etapas[1]
| Etapa | Recorrido               | Km  | Ganador          |
| 1.ª   | Ginebra-Sierre          | 173 | Walter Godefroot |
| 2.ª   | Sierre-Les Diablerets   | 158 | Gianni Motta     |
| 3.ªa  | Les Diablerets-Le Locle | 179 | Vittorio Adorni  |
| 3.ªb  | Le Locle                | 32  | Robert Hagmann   |
| 4.ª   | Le Locle-Sainte-Croix   | 226 | Jaime Alomar     |

## Clasificaciones
Así quedaron los diez primeros de la clasificación general de la segunda edición del Tour de Romandía
| \| 1. \| Vittorio Adorni \| Italia \| 20h 31'34" \| \| \| 2. \| Louis Pfenninger \| Suiza \| + 0'45" \| \| \| 3. \| Armand Desmet \| Bélgica \| + 0'48" \| \| \| 4. \| Jaime Alomar \| España \| + 3'49" \| \| \| 5. \| José Manuel Lasa \| España \| + 5'10" \| \| \| 6. \| Raymond Mastrotto \| Francia \| + 7'04" \| \| \| 7. \| Mino Denti \| Italia \| + 9'15" \| \| \| 8. \| Franco Balmamion \| Italia \| + 10'14" \| \| \| 9. \| Roberto Ballini \| Italia \| + 14'39" \| \| \| 10. \| Victor Vande Wiele \| Bélgica \| + 20'59" \| \| |                    |         |            |  |
| 1. | Vittorio Adorni    | Italia  | 20h 31'34" |  |
| 2. | Louis Pfenninger   | Suiza   | + 0'45"    |  |
| 3. | Armand Desmet      | Bélgica | + 0'48"    |  |
| 4. | Jaime Alomar       | España  | + 3'49"    |  |
| 5. | José Manuel Lasa   | España  | + 5'10"    |  |
| 6. | Raymond Mastrotto  | Francia | + 7'04"    |  |
| 7. | Mino Denti         | Italia  | + 9'15"    |  |
| 8. | Franco Balmamion   | Italia  | + 10'14"   |  |
| 9. | Roberto Ballini    | Italia  | + 14'39"   |  |
| 10. | Victor Vande Wiele | Bélgica | + 20'59"   |  |